# École Normale Supérieure de Lyon
L'Escola Normal Superior de Lió (francès: École normale supérieure de Lyon, també coneguda com a Normale Sup' Lió) és una de les Escoles Normals Superiors (ENS) existents a França, el campus principal de les quals està situat a Lió. Es va reorganitzar l'1 de gener de 2010 a partir de la fusió entre l'ENS de Lió (Ciències) i l'ENS de Fontenay-Saint-Cloud (Lletres i Ciències Humanes). Fundada a la fi del segle xix per preparar els professors d'institut, avui dia forma a futurs investigadors, professors d'universitat, alts funcionaris, així com a líders polítics i empresarials. Se centra en la relació entre preparació i recerca, amb èmfasi en la llibertat de currículum. Segons alguns rànquings el 2016 es va situar com la cinquena millor universitat petita del món, amb 2.218 estudiants.
A part de l'Escola Normal Superior de Lió, s'han establert altres dues escoles normals superiors, amb objectius similars, l'Escola Normal Superior de París (ciències i humanitats) i l'Escola Normal Superior de Cachan (ciència pura i aplicada, sociologia, economia i gerència i idioma anglès).
Els normaliens, com es coneix als estudiants de les ENS, mantenen un nivell d'excel·lència en les diverses disciplines en les quals són preparats. Els normaliens de França i altres països de la Unió Europea són considerats funcionaris de l'Estat, i com a tals reben un salari mensual durant 4 anys. En canvi han de dedicar-se a servir els interessos de França durant 6 anys més. Encara que rares vegades es duu a terme, aquesta clàusula d'exclusivitat és revocable mitjançant pagament (normalment per la signatura contractant de l'interessat).